# Prova speciale
Nei rally e nei rally raid, viene detta prova speciale ciascuna delle frazioni cronometrate inserite nel percorso di gara. Le prove speciali sono l'unico tratto di strada della competizione chiuso al traffico. La classifica finale della competizione è data dalla somma dei tempi impiegati da ciascun equipaggio a percorrere tutte le prove speciali.

## Descrizione

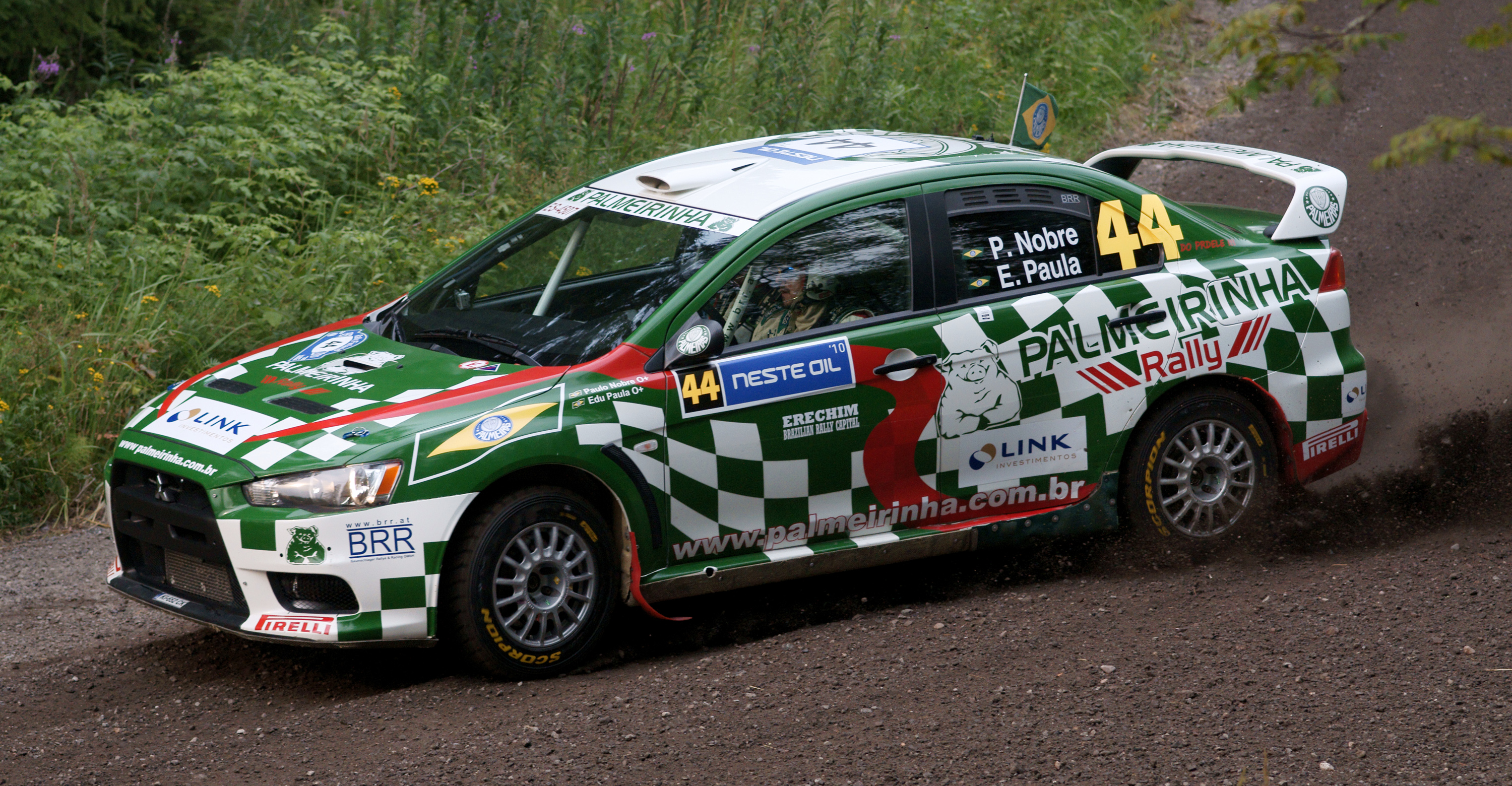
Paulo Nobre a bordo di una Lancer X Evolution durante una prova speciale al Rally di Finlandia 2010

Il percorso di gara è composto, oltre che dalle prove speciali, da tratti di "trasferimento" su strade aperte al traffico che gli equipaggi devono percorrere per portare la vettura dall'arrivo di una prova speciale alla partenza della successiva rispettando le norme del Codice della Strada, nei quali non viene cronometrato il tempo impiegato ma bisogna rispettare un tempo imposto da una tabella di marcia consegnata agli equipaggi prima della partenza. Se questi tempi imposti non vengono rispettati agli equipaggi vengono date delle penalità in termini di tempo da sommare ai tempi ottenuti in prova speciale.
Nei rally validi per il Campionato mondiale ciascuna delle tre giornate di gara è suddivisa in più prove speciali di breve durata. Nei raid desertici come la Parigi-Dakar invece di solito si corre ogni giorno un'unica prova speciale che può essere lunga anche diverse centinaia di km.